# Johann Christian Brand

Johann Christian Brand (Radierung; seitenverkehrte Kopie eines unbekannten Künstlers nach einer Radierung von Adam von Bartsch, die den Künstler im Oval zeigt)

Kürassier in Marschadjustierung zu Pferd, um 1750/60 (HGM)

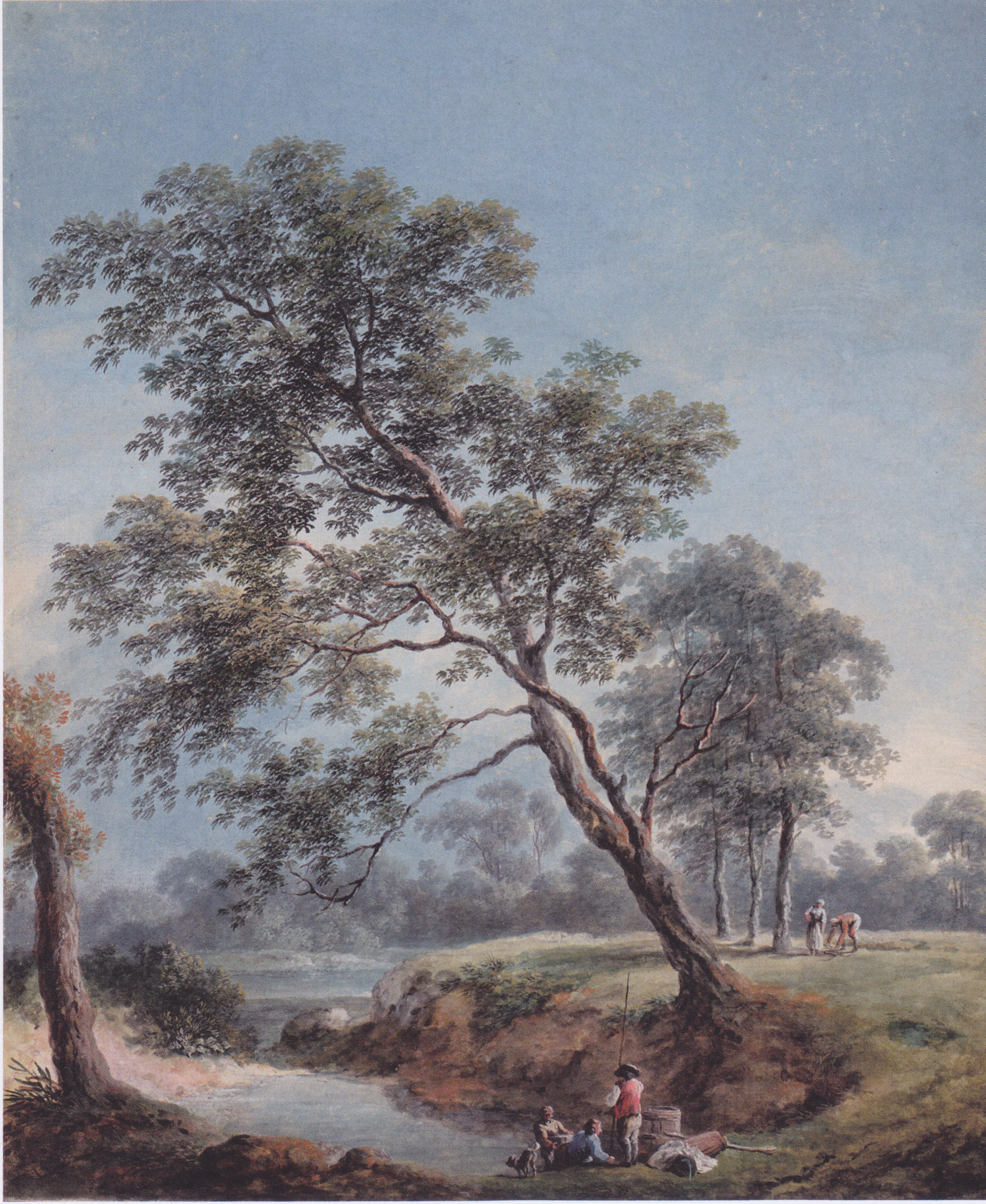
Aulandschaft, um 1790 (Albertina)

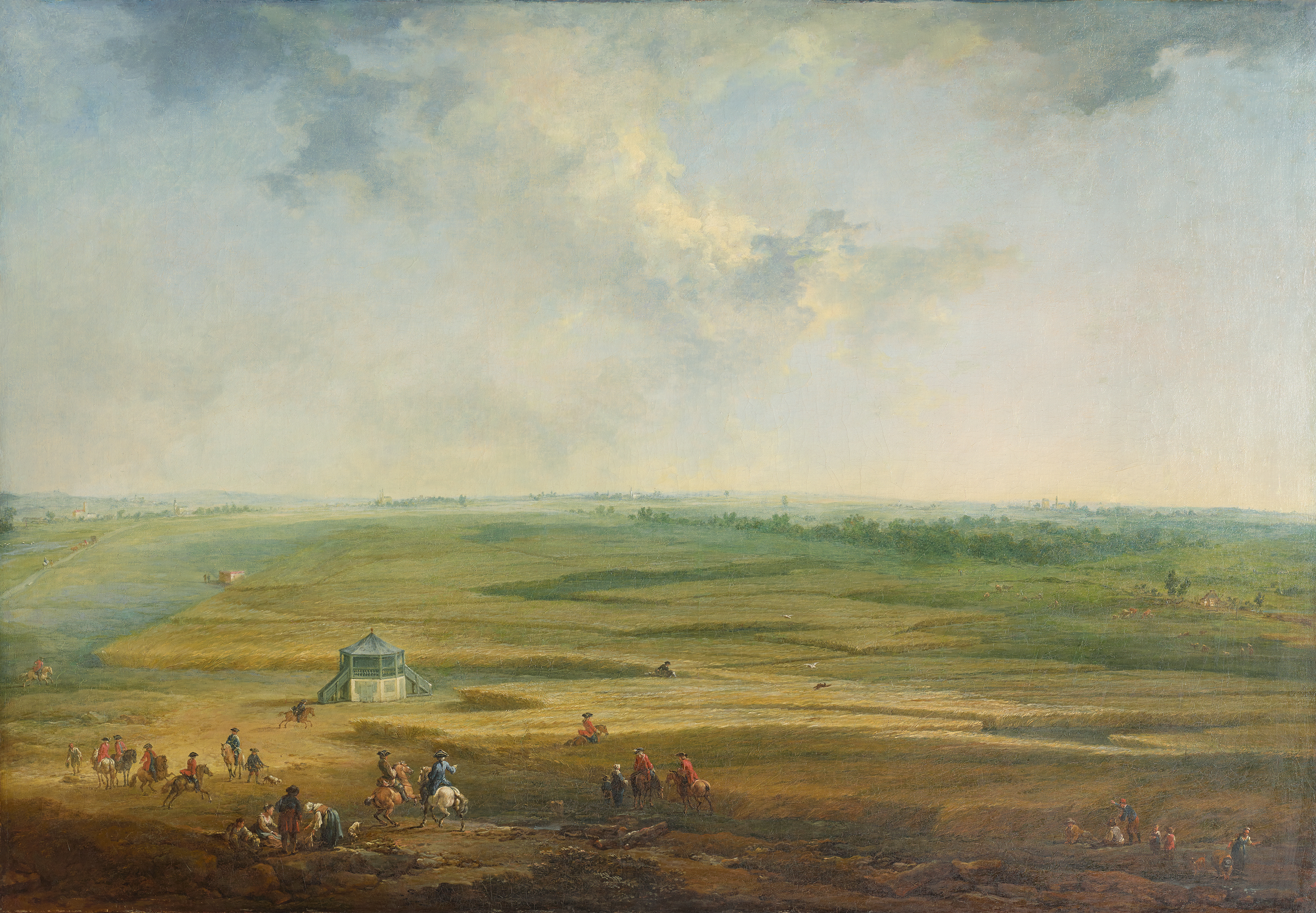
Laxenburg vom Hayd-Lusthaus gegen Maria Lanzendorf, 1758, Belvedere, Wien

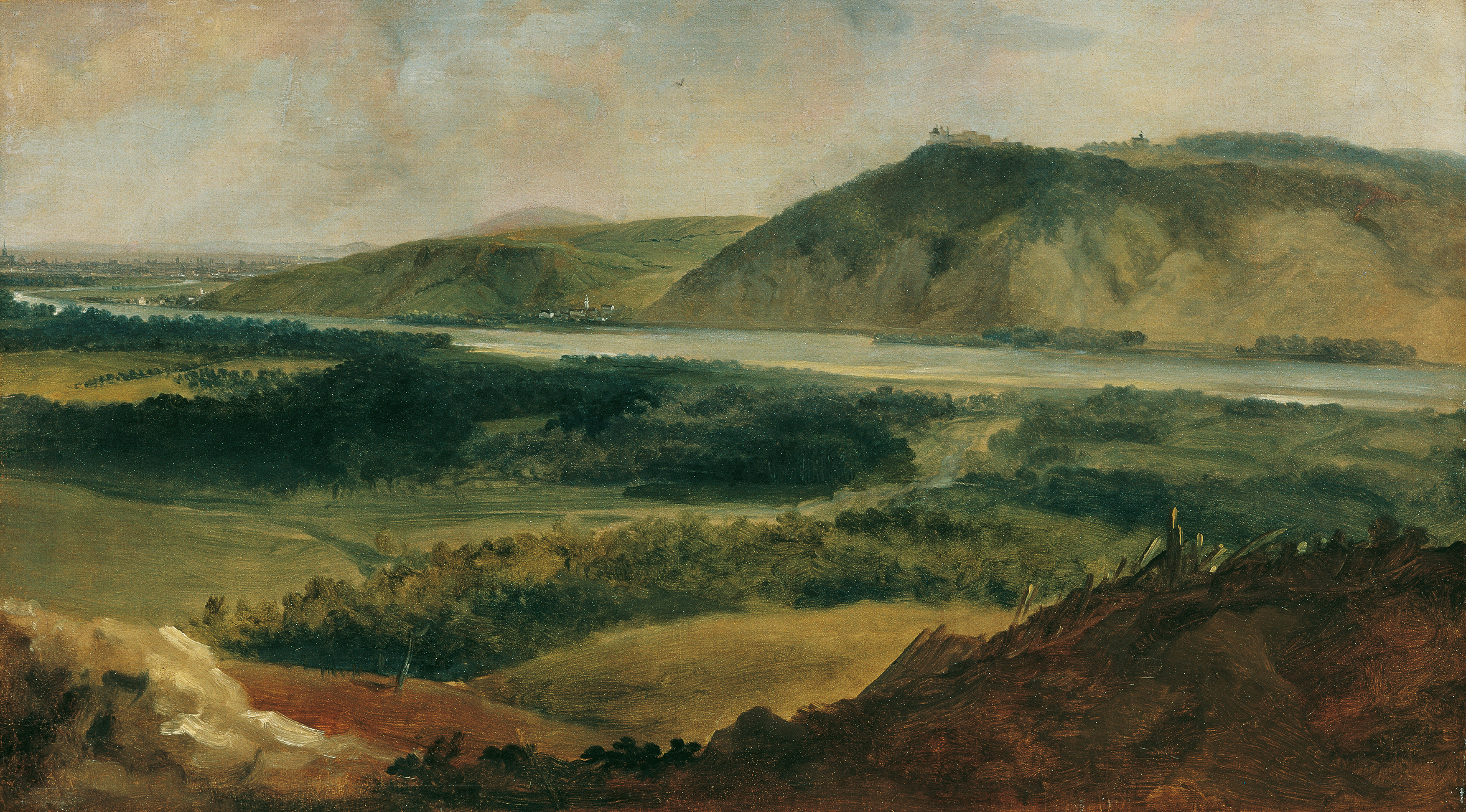
Donaulandschaft, vom Bisamberg aus gesehen, um 1790, Belvedere, Wien

Johann Christian Brand (* 15. November 1722 in Wien; † 12. Juni 1795 ebenda) war ein österreichischer Landschaftsmaler, Zeichner, Radierer und Kupferstecher.

## Leben
Er war der Sohn des Landschaftsmalers Christian Hilfgott Brand (* Frankfurt (Oder) 1695, † in Wien um 1750) und der ältere Bruder des ebenso als Landschaftsmaler, als Student, Mitglied und später als Professor an der k.k. Hofakademie tätigen Friedrich August Brand. Sein zweiter jüngerer Bruder war vermutlich der österreichisch/deutsche Maler Heinrich Carl Brandt (* 11. November 1724 in Wien, † 6. Mai 1787 in München).
Brand studierte ab 1736 an der Wiener Akademie, wo er 1766 zum Kammermaler ernannt wurde. 1772 wurde er Professor im Landschaftszeichnen an der Wiener Akademie. Besonders ausgeprägt war seine Empfindung für landschaftliche Naturschönheiten. Ebenso bedeutsam sind seine detailgetreuen Darstellungen der Architektur, wobei die feine Ausführung mit lebendigen und farblich abgestimmten Staffagen besonders hervorzuheben ist. Er gilt als der erste Landschaftsmaler, der die Wirklichkeit so erfasste, dass er als Vater der österreichischen Landschaftsmalerei des 19. Jahrhunderts zu bezeichnen ist. Seine Kunst bildet den Übergang vom Barock zur Landschaftsauffassung des 19. Jahrhunderts.
Seine Bilder haben bereits zu seinen Lebzeiten großen Anklang gefunden und befinden sich neben Wien in Galerien Deutschlands, Frankreichs, Englands und Russlands.
Im Jahr 1876 wurde in Wien-Leopoldstadt (2. Bezirk) die Brandgasse nach ihm benannt.

## Werk, Rezeption
Eine Besonderheit im Werk Johann Christian Brands stellen 16 Ölgemälde dar, welche sich heute in der Dauerausstellung des Wiener Heeresgeschichtlichen Museums (Saal II) befinden. Es handelt sich dabei um Darstellungen der Kavallerie zur Zeit Maria Theresias, wobei als Vorlage eine Kupferstichserie von Jacob Matthias Schmutzer diente, welche 1768 erschienen war. In den genannten Ölgemälden verbinden sich reizvolle Landschaftshintergründe mit genauer Wiedergabe der Adjustierung.

## Werke (Auszug)
- Kürassier in Marschadjustierung zu Fuß (Vorderseite), Öl auf Holz, 30 × 19 cm, Heeresgeschichtliches Museum Wien
- Kürassier in Marschadjustierung zu Fuß (Rückseite), Öl auf Holz, 30 × 19 cm, Heeresgeschichtliches Museum Wien
- Kürassier in Marschadjustierung zu Pferd (Vorderseite), Öl auf Holz, 39 × 27 cm, Heeresgeschichtliches Museum Wien
- Kürassier in Marschadjustierung zu Pferd (Rückseite), Öl auf Holz, 39 × 27 cm, Heeresgeschichtliches Museum Wien
- Dragoner in Marschadjustierung zu Fuß (Vorderseite), Öl auf Holz, 30 × 19 cm, Heeresgeschichtliches Museum Wien
- Dragoner in Marschadjustierung zu Fuß (Rückseite), Öl auf Holz, 30 × 19 cm, Heeresgeschichtliches Museum Wien
- Dragoner in Marschadjustierung zu Pferd (Vorderseite), Öl auf Holz, 39 × 27 cm, Heeresgeschichtliches Museum Wien
- Dragoner in Marschadjustierung zu Pferd (Rückseite), Öl auf Holz, 39 × 27 cm, Heeresgeschichtliches Museum Wien
- Chevauleger in Marschadjustierung zu Fuß (Vorderseite), Öl auf Holz, 30 × 19 cm, Heeresgeschichtliches Museum Wien
- Chevauleger in Marschadjustierung zu Fuß (Rückseite), Öl auf Holz, 30 × 19 cm, Heeresgeschichtliches Museum Wien
- Chevauleger in Marschadjustierung zu Pferd (Vorderseite), Öl auf Holz, 39 × 27 cm, Heeresgeschichtliches Museum Wien
- Chevauleger in Marschadjustierung zu Pferd (Rückseite), Öl auf Holz, 39 × 27 cm, Heeresgeschichtliches Museum Wien
- Husar in Marschadjustierung zu Fuß (Vorderseite), Öl auf Holz, 30 × 19 cm, Heeresgeschichtliches Museum Wien
- Husar in Marschadjustierung zu Fuß (Rückseite), Öl auf Holz, 30 × 19 cm, Heeresgeschichtliches Museum Wien
- Husar in Marschadjustierung zu Pferd (Vorderseite), Öl auf Holz, 39 × 27 cm, Heeresgeschichtliches Museum Wien
- Husar in Marschadjustierung zu Pferd (Rückseite), Öl auf Holz, 39 × 27 cm, Heeresgeschichtliches Museum Wien[2]
- Aulandschaft, um 1790, Gouache/Aquarell, 39,9 × 33,1 cm, Grafische Sammlung Albertina, Wien
- Die Sandgrube, 1744, Öl auf Leinwand, Germanisches Nationalmuseum, Nürnberg
- Donaulandschaft bei Wien, um 1760, Öl auf Leinwand, 27,5 × 48,5 cm, Belvedere, Wien
- Laxenburg vom Hayd-Lusthaus gegen Maria Lanzendorf, 1758, Öl auf Leinwand, 98 × 138 cm, Belvedere, Wien
- Laxenburg vom Lusthaus auf der Hanawiese gegen Mödling, 1758, Öl auf Leinwand, 97 × 138 cm, Belvedere, Wien
- Donaulandschaft, vom Bisamberg aus gesehen, um 1790, Öl auf Leinwand, 27,5 × 48,5 cm, Belvedere, Wien